# Campionati europei di atletica leggera 2014 - Lancio del disco maschile

## Podio
| Pos.    | Atleta         | Nazionalità | Misura  |
| ------- | -------------- | ----------- | ------- |
| Oro     | Robert Harting | Germania    | 66,07 m |
| Argento | Gerd Kanter    | Estonia     | 64,75 m |
| Bronzo  | Robert Urbanek | Polonia     | 63,81 m |

## Record
Prima di questa competizione, il record del mondo (RM), il record europeo (EU) ed il record dei campionati (RC) sono i seguenti:
| Record                | Prestazione | Atleta                     | Data                                       | Competizione                                |
| --------------------- | ----------- | -------------------------- | ------------------------------------------ | ------------------------------------------- |
| Record mondiale       | 74,08 m     | Jürgen Schult Germania Est | 6 giugno 1986 Neubrandenburg, Germania Est |                                             |
| Record europeo        | 74,08 m     | Jürgen Schult Germania Est | 6 giugno 1986 Neubrandenburg, Germania Est |                                             |
| Record dei campionati | 68,87 m     | Piotr Małachowski Polonia  | 1º agosto 2010 Barcellona, Spagna          | Campionati europei di atletica leggera 2010 |

## Programma
| Data           | Ora   | Turno                   |
| -------------- | ----- | ----------------------- |
| 12 agosto 2014 | 17:15 | Qualificazioni gruppo A |
| 12 agosto 2014 | 18:45 | Qualificazioni gruppo B |
| 13 agosto 2014 | 20:35 | Finale                  |

## Risultati

### Qualificazioni
Qualificazione: Accedono alla finale gli atleti che ottengono la misura di 64,00 metri o le prime 12 migliori misure.
| Pos. | Gruppo | Atleta               | Nazionalità | 1ª prova | 2ª prova | 3ª prova | Risultato | Note |
| ---- | ------ | -------------------- | ----------- | -------- | -------- | -------- | --------- | ---- |
| 1    | A      | Robert Harting       | Germania    | 67,01 m  |          |          | 67,01 m   | Q    |
| 2    | A      | Gerd Kanter          | Estonia     | 65,79 m  |          |          | 65,79 m   | Q    |
| 3    | B      | Piotr Małachowski    | Polonia     | 61,39 m  | 63,17 m  | 64,98 m  | 64,98 m   | Q    |
| 4    | B      | Andrius Gudžius      | Lituania    | 64,44 m  |          |          | 64,44 m   | Q    |
| 5    | B      | Daniel Jasinski      | Germania    | 64,11 m  |          |          | 64,11 m   | Q    |
| 6    | B      | Martin Wierig        | Germania    | 63,89 m  | 63,74 m  | 63,96 m  | 63,96 m   | q    |
| 7    | A      | Robert Urbanek       | Polonia     | 62,77 m  | 62,69 m  | 63,91 m  | 63,91 m   | q    |
| 8    | B      | Viktor Butenko       | Russia      | 62,96 m  | x        | x        | 62,96 m   | q    |
| 9    | B      | Martin Kupper        | Estonia     | 60,53 m  | 62,49 m  | 62,61 m  | 62,61 m   | q    |
| 10   | A      | Frank Casañas        | Spagna      | 60,45 m  | 62,08 m  | 62,32 m  | 62,32 m   | q    |
| 11   | B      | Mario Pestano        | Spagna      | 59,47 m  | 61,57 m  | 62,10 m  | 62,10 m   | q    |
| 12   | B      | Axel Härstedt        | Svezia      | x        | x        | 61,51 m  | 61,51 m   | q    |
| 13   | A      | Erik Cadée           | Paesi Bassi | 61,18 m  | x        | 58,65 m  | 61,18 m   |      |
| 14   | A      | Zoltán Kővágó        | Ungheria    | 59,72 m  | 61,14 m  | x        | 61,14 m   |      |
| 15   | A      | Gerhard Mayer        | Austria     | 60,78 m  | x        | x        | 60,78 m   |      |
| 16   | A      | Apostolos Parellīs   | Cipro       | 59,22 m  | 57,79 m  | 60,32 m  | 60,32 m   |      |
| 17   | A      | Danijel Furtula      | Montenegro  | 59,82 m  | 60,23 m  | x        | 60,23 m   |      |
| 18   | A      | Roland Varga         | Croazia     | 56,50 m  | 59,94 m  | 58,33 m  | 59,94 m   |      |
| 19   | A      | Yeóryios Trémos      | Grecia      | 59,86 m  | x        | 58,26 m  | 59,86 m   |      |
| 20   | B      | Philip Milanov       | Belgio      | 59,85 m  | x        | 59,77 m  | 59,85 m   |      |
| 21   | A      | Virgilijus Alekna    | Lituania    | 59,35 m  | 58,94 m  | x        | 59,35 m   |      |
| 22   | A      | Hannes Kirchler      | Italia      | 58,48 m  | 57,12 m  | 59,24 m  | 59,24 m   |      |
| 23   | B      | Giovanni Faloci      | Italia      | 57,36 m  | 59,04 m  | 58,16 m  | 59,04 m   |      |
| 24   | A      | Daniel Ståhl         | Svezia      | x        | 56,51 m  | 59,01 m  | 59,01 m   |      |
| 25   | A      | Gleb Sidorchenko     | Russia      | 58,41 m  | x        | x        | 58,41 m   |      |
| 26   | B      | Aleksas Abromavičius | Lituania    | x        | 57,10 m  | x        | 57,10 m   |      |
|      | B      | Märt Israel          | Estonia     | x        | r        | -        | NM        |      |
|      | B      | Niklas Arrhenius     | Svezia      | x        | x        | x        | NM        |      |
|      | B      | Róbert Szikszai      | Ungheria    | x        | x        | x        | NM        |      |
|      | B      | Oleksiy Semenov      | Ucraina     |          |          |          | DNS       |      |

Legenda:
- x = Lancio nullo;
- - = Passa il turno;
- r = Ritirato
- Q = Qualificato direttamente;
- q = Ripescato;
- NM = Nessun lancio valido;
- DNS = Non è sceso in pedana.

### Finale
La finale si è svolta a partire dalle 21:05 del 13 agosto 2014 ed è terminata dopo un'ora e mezza circa.
| Pos.    | Atleta            | Nazionalità | 1ª prova | 2ª prova | 3ª prova | 4ª prova | 5ª prova | 6ª prova | Misura  | Note |
| ------- | ----------------- | ----------- | -------- | -------- | -------- | -------- | -------- | -------- | ------- | ---- |
| Oro     | Robert Harting    | Germania    | 63,94 m  | x        | 66,07 m  | -        | x        | x        | 66,07 m |      |
| Argento | Gerd Kanter       | Estonia     | 59,48 m  | x        | 64,75 m  | 63,31 m  | 62,82 m  | x        | 64,75 m |      |
| Bronzo  | Robert Urbanek    | Polonia     | 63,67 m  | 63,81 m  | 62,10 m  | 61,55 m  | 62,16 m  | x        | 63,81 m |      |
| 4       | Piotr Małachowski | Polonia     | 62,01 m  | 59,96 m  | x        | x        | 63,54 m  | x        | 63,54 m |      |
| 5       | Viktor Butenko    | Russia      | 62,80 m  | 62,71 m  | x        | 60,44 m  | 59,31 m  | 59,48 m  | 62,80 m |      |
| 6       | Mario Pestano     | Spagna      | 60,19 m  | 60,02 m  | 62,31 m  | -        | -        | -        | 62,31 m |      |
| 7       | Daniel Jasinski   | Germania    | 59,34 m  | 58,65 m  | 61,49 m  | x        | 62,04 m  | x        | 62,04 m |      |
| 8       | Frank Casañas     | Spagna      | 61,47 m  | 60,94 m  | 59,44 m  | 60,98 m  | x        | 61,08 m  | 61,47 m |      |
| 9       | Martin Kupper     | Estonia     | 59,50 m  | x        | 60,89 m  |          |          |          | 60,89 m |      |
| 10      | Andrius Gudžius   | Lituania    | 60,82 m  | 59,85 m  | 57,56 m  |          |          |          | 60,82 m |      |
| 11      | Martin Wierig     | Germania    | 59,68 m  | x        | 60,82 m  |          |          |          | 60,82 m |      |
| 12      | Axel Härstedt     | Svezia      | 60,01 m  | 59,63 m  | x        |          |          |          | 60,01 m |      |

Legenda:
- x = Lancio nullo;
- - = Passa il turno;
- NM = Nessun lancio valido;
- DNS = Non è sceso in pedana.